# Psittacula
Psittacula – rodzaj ptaków z podrodziny papug wschodnich (Psittaculinae) w obrębie rodziny papug wschodnich (Psittaculidae).

## Zasięg występowania
Rodzaj obejmuje gatunki występujące w Afryce i Azji.

## Morfologia
Długość ciała 29–62 cm; masa ciała 56–334 g.

## Systematyka

### Etymologia
- Psittacula: nowołac. psittacula „papużka”, od zdrobnienia łac. psittacus „papuga”, od gr. ψιττακος psittakos „papuga”[13].
- Sagittifer: łac. sagittifer „nosić strzałę”, od sagitta „strzała”; -fer „noszący”, od ferre „nosić”[14]. Gatunek typowy: Psittacus alexandri Linnaeus, 1758.
- Palaeornis: gr. παλαιος palaios „starożytny”; ορνις ornis, ορνιθος ornithos „ptak”[15]. Gatunek typowy: Psittacus alexandri Linnaeus, 1758.
- Mascarinus: epitet gatunkowy Psittacus mascarinus[16] J.F. Gmelin, 1788 (fr. masque noir „czarna maska”)[17]. Gatunek typowy: Psittacus mascarinus J.F. Gmelin, 1788 (= Psittacus mascarin Linnaeus, 1771).
- Tanygnathus: gr. τανυω tanuō „wyciągnąć się”, od τεινω teinō „wyciągać”; γναθος gnathos „szczęka”[18]. Gatunek typowy: Psittacus megalorynchos Boddaert, 1783.
- Erythrostomus: gr. ερυθρος eruthros „czerwony”; στομα stoma, στοματος stomatos „usta”[19]. Gatunek typowy: Psittacus megalorynchos Boddaert, 1783.
- Belocercus: gr. βελος belos „strzała”; κερκος kerkos „ogon”[20]. Gatunek typowy: Psittacus barbatulatus Bechstein, 1811 (= Psittacus longicauda Boddaert, 1783).
- Belurus: gr. βελος belos „strzała”; ουρα oura „ogon”[21]. Gatunek typowy: Psittacus malaccensis J.F. Gmelin, 1788 (= Psittacus longicauda Boddaert, 1783).
- Alexandrinus: Aleksander Macedoński (456 p.n.e.–323 p.n.e.), król Macedonii, uważa się, że sprowadził pierwsze te papugi do Europy[22]. Gatunek typowy: Psittacus krameri Scopoli, 1769.
- Himalayapsitta: Himalaje, od sanskrytckiego hima „śnieg”; ālaya „siedziba”; nowołac. psitta „papuga”, od gr. ψιττακος psittakos „papuga”[23]. Gatunek typowy: Psittacus himalayanus Lesson, 1831.
- Nicopsitta: Nicole Braun, żona niemieckiego ornitologa Michael P. Brauna; nowołac. psitta „papuga”, od gr. ψιττακος psittakos „papuga”[24]. Gatunek typowy: Palaeornis columboides Vigors, 1830.

### Podział systematyczny
Do rodzaju należą następujące gatunki:

- Psittacula roseata Biswas, 1951 – aleksandretta różowogłowa
- Psittacula cyanocephala (Linnaeus, 1766) – aleksandretta śliwogłowa
- Psittacula himalayana (Lesson, 1832) – aleksandretta himalajska
- Psittacula finschii (Hume, 1874) – aleksandretta szarogłowa
- Psittacula columboides (Vigors, 1830) – aleksandretta seledynowa
- Psittacula calthrapae (Blyth, 1849) – aleksandretta zielonoszyja
- Psittacula eupatria (Linnaeus, 1766) – aleksandretta większa
- Psittacula mascarina (Linnaeus, 1771) – aleksandretta reuniońska – takson wymarły[26]
- Psittacula wardi (E. Newton, 1867) – aleksandretta seszelska – takson wymarły[27]
- Psittacula krameri (Scopoli, 1769) – aleksandretta obrożna
- Psittacula eques (Boddaert, 1783) – aleksandretta krótkosterna
- Psittacula exsul (A. Newton, 1872) – aleksandretta maskareńska – takson wymarły[28]
- Psittacula bensoni (Holyoak, 1973) – aleksandretta szara – takson wymarły
- Psittacula caniceps (Blyth, 1846) – aleksandretta siwogłowa
- Psittacula longicauda (Boddaert, 1783) – aleksandretta długosterna
- Psittacula alexandri (Linnaeus, 1758) – aleksandretta różana
- Psittacula derbiana (Fraser, 1852) – aleksandretta chińska
- Psittacula everetti (Tweeddale, 1877) – aleksandretta filipińska
- Psittacula sumatrana (Raffles, 1822) – aleksandretta zielona
- Psittacula megalorynchos (Boddaert, 1783) – aleksandretta wielkodzioba
- Psittacula lucionensis (Linnaeus, 1766) – aleksandretta modroczapkowa
- Psittacula gramineus (J.F. Gmelin, 1788) – aleksandretta czarnokantarowa